# Raparna tantilla
Raparna tantilla là một loài bướm đêm trong họ Noctuidae.